# Теорема Лагранжа про чотири квадрати
Теорема Лагранжа про чотири квадрати стверджує, що довільне натуральне число можна подати у виді суми чотирьох квадратів цілих чисел.
Тобто для довільного натурального числа n, існують цілі числа a, b, c, d , такі що :
{\displaystyle n=a^{2}+b^{2}+c^{2}+d^{2}\,\!}
Наприклад:
{\displaystyle {\begin{aligned}1&=1^{2}+0^{2}+0^{2}+0^{2}\\2&=1^{2}+1^{2}+0^{2}+0^{2}\\3&=1^{2}+1^{2}+1^{2}+0^{2}\\31&=5^{2}+2^{2}+1^{2}+1^{2}\\310&=17^{2}+4^{2}+2^{2}+1^{2}.\end{aligned}}}
Теорема доведена Лагранжем в 1770 році.
Довільне натуральне число, що не записується у виді {\displaystyle 4^{k}(8m+7)\,\!} можна також записати як суму квадратів трьох чисел.

## Доведення
Для найменших натуральних чисел 1 і 2 розклад записано вище. Також для всіх чисел виконується тотожність чотирьох квадратів:
{\displaystyle \ (a_{1}^{2}+a_{2}^{2}+a_{3}^{2}+a_{4}^{2})(b_{1}^{2}+b_{2}^{2}+b_{3}^{2}+b_{4}^{2})=}
{\displaystyle \ (a_{1}b_{1}-a_{2}b_{2}-a_{3}b_{3}-a_{4}b_{4})^{2}+}
{\displaystyle \ (a_{1}b_{2}+a_{2}b_{1}+a_{3}b_{4}-a_{4}b_{3})^{2}+}
{\displaystyle \ (a_{1}b_{3}-a_{2}b_{4}+a_{3}b_{1}+a_{4}b_{2})^{2}+}
{\displaystyle \ (a_{1}b_{4}+a_{2}b_{3}-a_{3}b_{2}+a_{4}b_{1})^{2}.}
Звідси випливає, що якщо два довільні натуральні числа можна подати у виді суми чотирьох квадратів, то це ж можна зробити і для їх добутку. Відповідно твердження теореми достатньо довести для непарних простих чисел.
Спершу для такого простого числа {\displaystyle p} існує натуральне число {\displaystyle 0<m<p} для якого {\displaystyle mp=1+a^{2}+b^{2}} для деяких цілих {\displaystyle a,b.} Це випливає з того, що цілі числа {\displaystyle a^{2}} для {\displaystyle 0\leqslant a\leqslant {\frac {p-1}{2}}} не є рівними за модулем {\displaystyle p.} Справді, якщо для двох таких різних чисел  {\displaystyle a_{1}^{2}\equiv a_{2}^{2}\mod p} то {\displaystyle (a_{1}-a_{2})(a_{1}+a_{2})\equiv 0\mod p} і або різниця {\displaystyle a_{1}-a_{2}} або сума {\displaystyle a_{1}+a_{2}} ділиться на {\displaystyle p}, що не є можливим.
Аналогічно числа {\displaystyle -b^{2}-1} для {\displaystyle 0\leqslant b\leqslant {\frac {p-1}{2}}} не є рівними за модулем {\displaystyle p.} Загалом є {\displaystyle p+1} число виду {\displaystyle a^{2}} або {\displaystyle -b^{2}-1} із вказаними умовами і відповідно хоча б два із них належать одному класу лишків за модулем {\displaystyle p}. Це мають бути деякі числа {\displaystyle a^{2}} і {\displaystyle -b^{2}-1}, тобто {\displaystyle a^{2}\equiv -b^{2}-1\mod p} і відповідно існує ціле число {\displaystyle m} для якого {\displaystyle a^{2}+b^{2}+1=mp.} Оскільки {\displaystyle a^{2},b^{2}<\left({p \over 2}\right)^{2}} то {\displaystyle a^{2}+b^{2}+1<1+2\left({p \over 2}\right)^{2}<p^{2}} і звідси також {\displaystyle 0<m<p.}
Зокрема також число {\displaystyle mp} є сумою чотирьох квадратів {\displaystyle mp=0+1+a^{2}+b^{2}} і один із доданків не ділиться на {\displaystyle p}.
Нехай тепер {\displaystyle m} є мінімальним натуральним числом, для якого існує розклад у суму чотирьох квадратів {\displaystyle mp=x_{1}^{2}+x_{2}^{2}+x_{3}^{2}+x_{4}^{2},\,\!} де хоча б одне із цілих чисел {\displaystyle x_{i}} не ділиться на {\displaystyle p}. Для доведення теореми Лагранжа достатньо довести, що {\displaystyle m=1.}
Число {\displaystyle m} є непарним. Адже якщо {\displaystyle m} є парним, то парним є і {\displaystyle x_{1}^{2}+x_{2}^{2}+x_{3}^{2}+x_{4}^{2}.\,\!} Але тоді або всі {\displaystyle x_{i}} є парними або всі непарними або два парними і два непарними. В будь-якому випадку за допомогою перепозначень можна вважати, що {\displaystyle x_{1}} і {\displaystyle x_{2}} мають однакову парність, а також {\displaystyle x_{3}} і {\displaystyle x_{4}} мають однакову парність. Тоді:
{\displaystyle {\frac {mp}{2}}=\left({\frac {x_{1}+x_{2}}{2}}\right)^{2}+\left({\frac {x_{1}-x_{2}}{2}}\right)^{2}+\left({\frac {x_{3}+x_{4}}{2}}\right)^{2}+\left({\frac {x_{3}-x_{4}}{2}}\right)^{2}.}
Тобто {\displaystyle {\frac {mp}{2}}} є сумою чотирьох квадратів не всі з яких діляться на {\displaystyle p} і це суперечить мінімальності числа {\displaystyle m}.
Якщо {\displaystyle m\geqslant 3} є непарним числом, то існують числа {\displaystyle y_{i},} які є рівними {\displaystyle x_{i}} за модулем {\displaystyle m} і {\displaystyle |y_{i}|<{\frac {m}{2}}.} Також не всі {\displaystyle x_{i}} діляться на {\displaystyle m} (в іншому випадку сума їх квадратів, яка є рівною {\displaystyle mp}, ділилася б на {\displaystyle m^{2},} що не є можливим для {\displaystyle 0<m<p}) і тому хоча б одне із чисел {\displaystyle y_{i}} не є рівним 0. Відповідно згідно означень 
{\displaystyle 0<y_{1}^{2}+y_{2}^{2}+y_{3}^{2}+y_{4}^{2}<4\left({\frac {m}{2}}\right)^{2}=m^{2}}
Водночас  {\displaystyle y_{1}^{2}+y_{2}^{2}+y_{3}^{2}+y_{4}^{2}\equiv 0\mod m} і існує ціле число {\displaystyle m_{2}<m} для якого {\displaystyle y_{1}^{2}+y_{2}^{2}+y_{3}^{2}+y_{4}^{2}=m_{2}m.}
Згідно тотожності чотирьох квадратів добуток {\displaystyle x_{1}^{2}+x_{2}^{2}+x_{3}^{2}+x_{4}^{2}\,\!} і  {\displaystyle y_{1}^{2}+y_{2}^{2}+y_{3}^{2}+y_{4}^{2}} є рівний сумі квадратів деяких чотирьох цілих чисел і також:
{\displaystyle z_{1}^{2}+z_{2}^{2}+z_{3}^{2}+z_{4}^{2}=m^{2}m_{2}p.}
Розглядаючи означення усіх {\displaystyle z_{i}}  у тотожності чотирьох квадратів і враховуючи, що {\displaystyle x_{i}} і {\displaystyle y_{i}} є рівними за модулем {\displaystyle m} одержується, що всі {\displaystyle z_{i}} діляться на {\displaystyle m}, тобто {\displaystyle z_{i}=mt_{i}}. Ділячи рівність {\displaystyle z_{1}^{2}+z_{2}^{2}+z_{3}^{2}+z_{4}^{2}=m^{2}m_{2}p} на {\displaystyle m^{2}} одержуємо, що {\displaystyle t_{1}^{2}+t_{2}^{2}+t_{3}^{2}+t_{4}^{2}=m_{2}p} і {\displaystyle m_{2}p} є рівним сумі чотирьох квадратів, що суперечить мінімальності {\displaystyle m.}